# Grasshopper Club Küsnacht Lions
Pour les articles homonymes, voir GCK.
GCK Lions est un club de hockey sur glace de la ville de Zurich en Suisse. Il s'agit d'une section du club omnisports du Grasshopper Club Zurich.
Il évolue en Swiss League et appartient aux ZSC Lions, faisant ainsi figure de club-école de la formation de National League.

## Histoire
Le club a été fondé en 1932 sous le nom de Grasshopper Club Zürich.
En 2000, les clubs zurichois du GC Zurich, du Zürcher SC et du SC Küsnacht (de) fusionnent. À cette occasion le club devient le club-école du ZSC Lions sous le nom de GCK Lions.

## Palmarès
- Championnat international suisse de série A
  - 1933
- LNA
  - 1966
- LNB
  - 1946, 1963
- Coupe de Suisse
  - 1966

## Effectif actuel
| No    | Nom                  | Nat. | Position  | Arrivée                          |
| ----- | -------------------- | ---- | --------- | -------------------------------- |
| +020, | Sascha Ruppelt       |      | Gardien   | Formé au club                    |
| +040, | Robin Zumbühl        |      | Gardien   | Formé au club                    |
| +004, | Nauris Sējējs        |      | Défenseur | 2022 - Genève-Servette HC        |
| +005, | Silvan Landolt       |      | Défenseur | Formé au club                    |
| +012, | Enzo Guebey          |      | Défenseur | 2021 - Genève-Servette HC        |
| +015, | Dominic Buchli       |      | Défenseur | 2022 - EV Zoug Academy           |
| +024, | Fabio Murer          |      | Défenseur | 2020 - SC Rapperswil-Jona Lakers |
| +027, | Xeno Büsser          |      | Défenseur | 2016 - EHC Kloten                |
| +028, | Daniil Ustinkov      |      | Défenseur | Formé au club                    |
| +038, | Jan Schwendeler      |      | Défenseur | 2023 - EV Zoug                   |
| +070, | Yannick Blaser       |      | Défenseur | 2022 - SLC Tigers                |
| +096, | Alexander Braun      |      | Défenseur | Formé au club                    |
| +007, | Jarno Kärki          |      | Attaquant | 2019 - Ässät                     |
| +008, | Noah Böhler          |      | Attaquant | Formé au club                    |
| +010, | Jan Neuenschwander   |      | Attaquant | 2023 - SLC Tigers                |
| +013, | Joel Henry           |      | Attaquant | Formé au club                    |
| +014, | Julian Mettler       |      | Attaquant | 2020 - EHC Kloten                |
| +016, | Nicolas Bächler      |      | Attaquant | Formé au club                    |
| +021, | Jan Spring           |      | Attaquant | Formé au club                    |
| +026, | Livio Curdin Truog   |      | Attaquant | Formé au club                    |
| +029, | Timotée Schaller     |      | Attaquant | 2022 - HC Fribourg-Gottéron      |
| +033, | Mattia Hinterkircher |      | Attaquant | 2022 - EHC Kloten                |
| +062, | Marlon Graf          |      | Attaquant | Formé au club                    |
| +064, | Victor Backman       |      | Attaquant | 2021 - Malmö Redhawks            |
| +078, | Kyen Sopa            |      | Attaquant | 2020 - CP Berne                  |
| +085, | Robin Leone          |      | Attaquant | 2022 - Lausanne HC               |

### Numéros retirés
- #48  Claudio Micheli
- #72  Mike Richard